# ليونارد هو
ليونارد هو (بالصينية: 何冠昌) هو منتج أفلام صيني، ولد في 1925 في هونغ كونغ البريطانية في المملكة المتحدة، وتوفي في 17 فبراير 1997 في هونغ كونغ في الصين.

## وصلات خارجية
- ليونارد هو على موقع IMDb (الإنجليزية)
- ليونارد هو على موقع ألو سيني (الفرنسية)
- ليونارد هو على موقع أول موفي (الإنجليزية)
- ليونارد هو على موقع قاعدة بيانات الأفلام السويدية (السويدية)
- ليونارد هو على موقع قاعدة بيانات الفيلم (الإنجليزية)
- ليونارد هو على موقع كينوبويسك (الروسية)